# Sata
Sata és el canal principal de l'Indus al Sind (Pakistan) per la part oriental (la principal branca occidental és el Baghar). La branca al seu torn es divideix en dues, Mai i Manti que no són gaire més que rierols. Fins al terratrèmol de 1819 els vaixells arribaven a la boca de Richmal, que era l'única accessible, i passaven cap al Hajamro pel que era el riu Khedawari i llavors al Mai fins a Shahbandar, una estació naval dels prínceps kalhores, però aquest pas va quedar tallat després del 1819, i per contra se'n va obrir una altra al Kukaiwari, que, això no obstant, el 1867 va quedar blocada per l'arena.